# Diecéze Araçuaí
Diecéze Araçuaí je římskokatolická diecéze nacházející se v Brazílii.

## Území
Zahrnuje území 27 měst státu Minas Gerais: Águas Vermelhas, Araçuaí, Berilo, Cachoeira de Pajeú, Caraí, Catuji, Chapada do Norte, Comercinho, Coronel Murta, Curral de Dentro, Divisa Alegre, Francisco Badaró, Itaipé, Itaobim, Itinga, Jenipapo de Minas, José Gonçalves de Minas, Leme do Prado, Medina, Minas Novas, Novo Cruzeiro, Padre Paraíso, Pedra Azul, Ponto dos Volantes, Turmalina, Veredinha a Virgem da Lapa.
Biskupským sídlem je město Araçuaí, kde se nachází hlavní chrám, katedrála svatého Josefa.

## Historie
Diecéze byla zřízena 25. srpna 1913 bulou Erectio dioecesum papeže Pia X. z části území diecéze Diamantina. Stala se sufragánní diecézí arcidiecéze Mariana.
Dne 28. června 1917 vstoupila do jurisdikce provincie Diamantina.
Dne 1. února 1956 byla část území použita ke zřízení diecéze Governador Valadares, dne 27. listopadu 1960 diecéze Teófilo Otoni a 28. března 1981 diecéze Almenara.
Dne 8. června 1956 byla apoštolský listem Sideribus recepta papeže Pia XII. prohlášena za patronku diecéze Panna Marie s titulem Nossa Senhora de Lapa.

## Seznam biskupů
- Serafim Gomes Jardim da Silva (1914–1934)
- José de Haas, O.F.M. (1937–1956)
- José Maria Pires (1957–1965)
- Altivo Pacheco Ribeiro (1966–1973)
- Silvestre Luís Scandián, S.V.D. (1975–1981)
- Crescênzio Rinaldini (1982–2001)
- Dario Campos, O.F.M. (2001–2004)
- Severino Clasen, O.F.M. (2005–2011)
- Marcello Romano (2012–2020)
- José Carlos Brandão Cabral (2020–2020) apoštolský administrátor
- Esmeraldo Barreto de Farias, Prado (2020–2024)
- Geraldo dos Reis Maia (od 2024)